# Alex Barron (malabarista)
Alex Barron (Londres, 29 de octubre de 1993) es un malabarista británico conocido por establecer récords mundiales en malabarismo con pelotas.

## Trayectoria
Barron comenzó a hacer malabares de manera autodidacta en 2006, con 12 años. Ha establecido varios récords mundiales de malabares con más de nueve pelotas. Se convirtió en la primera persona en hacer malabares con 11 pelotas, y en hacer un “flash” con 13 y 14 pelotas. En agosto de 2010, a los 16 años, estableció su primer récord mundial cuando hizo 15 capturas con 11 pelotas, empatando con el récord mundial de Bruce Sarafian de 2001 y pasando a formar parte del Libro Guinness de los récords.
Barron ha establecido, entre otros, los siguientes récords mundiales en su profesión: en 2013, 15 capturas con 13 pelotas y en 2017, 20 capturas con 12 pelotas y 14 capturas con 14 pelotas.
Aunque su especialidad son las pelotas, en ocasiones usa aros y mazas.
Por otro lado, en 2017 obtuvo el título de la Maestría en Ciencias en Inteligencia Artificial por la Universidad Stanford.